# Robert Peel
Robert Peel, 2. baronet (5. února 1788, Ramsbottom, Lancashire, Spojené království – 2. července 1850, Westminster, Londýn) byl britský státník, člen Konzervativní strany a premiér. V době kdy zastával funkci ministra vnitra, pomohl vytvořit moderní koncepci policie (neformální pojmenování britských policistů bobbies v Anglii a peelers v Irsku je odvozeno od jeho jména). Zapojil se do vzniku Konzervativní strany z původní strany Toryů a prosadil zrušení dodatečného cla na obilí (Corn Laws).

## Mládí
Narodil se v Ramsbottomu v hrabství Lancashire v rodině průmyslníka a poslance parlamentu sira Roberta Peela, 1. baroneta. Ten byl jedním z nejbohatších textilních průmyslníků prvního období industrializace. Mladý Peel studoval na Hipperholmském gymnáziu, později na škole v Harrow a nakonec na Christ Church v Oxfordu.

## Počátek politické kariéry
Do politiky vstoupil v 21 letech jako poslanec za irský obvod Cashel. Jeho zvolení podporoval správce Irska Arthur Wellesley, pozdější vévoda z Wellingtonu, se kterým bylo spojeno následujících 25 let jeho politické kariéry. Jeho první projev byl senzací a předseda Dolní sněmovny Charles Abbot ji označil za nejlepší první projev poslance od dob Williama Pitta.
V následujícím desetiletí zastával méně důležité funkce v toryovských vládách.

## Ministr vnitra
Byl považován za nadějného politika Toryů a poprvé se stal členem vlády roku 1822 jako ministr vnitra. Zavedl mnohé důležité reformy, z nichž nejdůležitější byl záměr ustanovit metropolitní policii. Reformoval i trestní právo snížením typů případů, u nichž bylo možno uložit trest smrti, a zjednodušil a zpřehlednil posuzování různých typů kriminálních činů. Reformoval vězeňský systém a zavedl poplatky a vzdělávací systém pro vězně.
Poté, co byl Robert Jenkinson ve funkci premiéra nahrazen Georgem Canningem, rezignoval na svou funkci. Hlavním důvodem byl rozdílný názor na emancipaci katolíků. Zatímco Canning byl jejím zastáncem, Peel byl jedním z jejich nejhlasitějších oponentů. Po Canningově smrti se na krátkou dobu stal premiérem Frederick John Robinson a po něm nastoupil do čela vlády Arthur Wellesley, 1. vévoda Wellington a s ním se vrátil na post ministra vnitra i Peel. Tlak na emancipaci katolíků byl ale velký a zákon realizující změnu jejich práv byl přijat rok po nástupu Wellesleye.
V té době realizoval svoji myšlenku vytvoření metropolitní policie pro Londýn, jejímž sídlem se stal Scotland Yard. Základem se stala tisícovka strážníků familiárně pojmenovaných Bobbies. Zpočátku se policie setkala s nedůvěrou, ale poté co se jí podařilo snížit úroveň kriminality, byla od roku 1857 stanovena povinnost pro všechna města Velké Británie vytvořit své policejní oddíly. Deklaroval také etické principy pro policisty.

## První období
Střední a pracující společenská třída si žádala po emancipaci katolíků i další reformy, které Toryové odmítli realizovat. K vládě se tak na několik bouřlivých let dostali Whigové. Vilém IV. se po období, kdy byli premiéry Charles Grey a William Lamb, kteří zavedli mnohé změny, rozhodl pověřit sestavením vlády Peela. Ten byl v té době v Itálii a tak se místo něho stal na krátkou dobu do Peelova návratu premiérem Wellesley.
Vláda byla svým charakterem menšinová a závisela na dobré vůli Whigů. Jako vyjádření politických záměrů před všeobecnými volbami v lednu 1835 vydal Peel Tamworthský manifest. Ten je považován za jeden z rozhodujících dokumentů pro přeměnu strany Toryů na stranu konzervativní. V něm deklaroval úmysl provádět umírněné reformy. Whigové vytvořili koalici s irskými radikály a opakovaně tak přehlasovali zákony navrhované vládou. Nakonec Peel rezignoval a Whigové se chopili moci. Jedinými Peelovými reálnými výsledky prvního období ve funkci premiéra bylo vytvoření kontrolní komise Anglikánské církve a zvýšení počtu křesel v dolní komoře parlamentu.

## Vůdce opozice
V květnu 1839 dostal nabídku k vytvoření vlády od nové královny Viktorie. Nicméně tato vláda by byla také minoritní a Peel potřeboval od královny další potvrzení důvěry. William Lamb byl dlouholetým královniným důvěrníkem a mnoho významných míst u královského dvora bylo obsazeno manželkami a příbuznými Whigů. Objevovalo se i mínění, že je Viktorie příliš svázaná s touto stranou. Peel tedy žádal, aby některé z těchto funkcí byly svěřeny Toryům. Viktorie odmítla změny u svého dvora a přes podporu od svého spojence Arthura Wellesleye odmítl šanci sestavení menšinové vlády.

## Druhé období
Nastoupil do funkce v době ekonomické recese, poklesu světového obchodu a dluhu státního rozpočtu ve výši 2,5 miliónů liber. Důvěra v banky a obchod byly na velmi nízké úrovni. Pro zvýšení příjmů státního rozpočtu Peel znovu zavedl daň z příjmu, která byla zrušena na konci napoleonských válek. Příjem z této daně byl vyšší než se očekávalo, a tak mohly být zrušeny některé jiné daně včetně nepopulární daně z cukru. Roku 1842 bylo poprvé navrženo zrušení cla na obilí, ale tento návrh byl odmítnut.
Po volbách roku 1841 dosáhla jeho vláda většinovou podporu v parlamentu. Projevem jeho umírněných reforem byl zákon omezující pracovní dobu dětí a žen a stanovující minimální bezpečnostní standardy. Zajímavostí je, že Peel tak pokračoval v díle svého otce, který se zasloužil o reformu pracovních podmínek v první polovině 19. století. Roku 1843 byl Peel terčem neúspěšného atentátu jehož autorem byl šílený zločinec Daniel M'Naghten.
Nejdůležitějším počinem jeho druhého období bylo odvolání cla na obilí, které směřovalo proti velkostatkářům, těžícím z omezení dovozu obilí. Tento rozchod s konzervativním protekcionismem byl vyvolán velkým irským hladomorem. Toryové podcenili rozsah tohoto problému a Peel reagoval na hladomor pomalu. Po zjištění rozměrů této katastrofy předpokládal, že by řešením bylo zrušení cla, které by pomohlo zásobování Irska.
Jeho strana tento zákon nepodpořila, ale byl přijat s podporou Whigů a irských radikálů. Wellesley přesvědčil Sněmovnu lordů, aby odvolání cla schválila. Tentýž den, kdy horní komora zrušení cla přijala, byl Whigy, radikály a protekcionistickými Toryi odmítnut jeho návrh jiného zákona a tak ten o několik dní později rezignoval na funkci premiéra.

## Pozdní období
Zachoval si velkou skupinu příznivců a roku 1849 byl vyzván, aby vedl koaliční vládu vytvořenou z Whigů a radikálů. Peel si ale uchoval konzervativní názory a tak tuto nabídku odmítl. Zůstal velmi vlivným politikem a aktivně podporoval volný obchod.
Dne 29. června 1850 spadl ze svého koně, který klopýtl při jízdě po Constitution Hill. O tři dny později zemřel. Jeho spojenci vedení Hamiltonem-Gordonem a Gladstonem se spojili s Whigy a vytvořili Liberální stranu.